# Boris Levitan
Boris Levitan (Berdiansk, Governorado de Táurida, 7 de junho de 1914 – Minneapolis, 4 de abril de 2004) foi um matemático russo.
Foi palestrante do Congresso Internacional de Matemáticos em Nice (1970).